# Ville-Issey
Ville-Issey is een Franse plaats en voormalige gemeente in het departement Meuse in de regio Grand Est.
Op 1 januari 1973 werd de gemeente opgeheven en werd Ville-Issey opgenomen in de gemeente Euville.
Aulnois-sous-Vertuzey · Euville · Vertuzey · Ville-Issey